# Piwo kwaśne

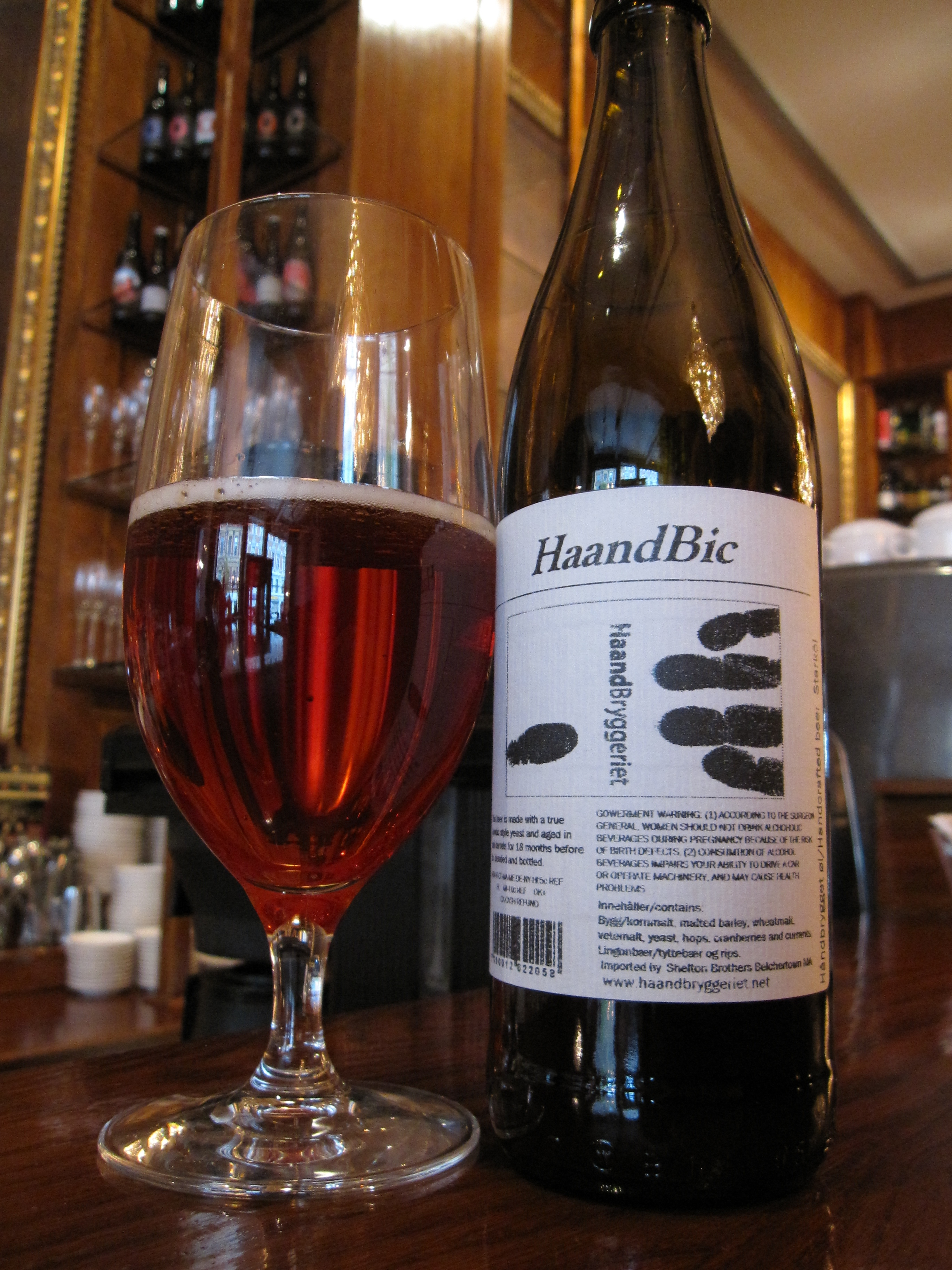
Norweskie kwaśne piwo dojrzewa w ciągu osiemnastu miesięcy w dębowych beczkach z drobnoustrojami stosowanymi w stylu lambic

Piwo kwaśne – piwo, którego smak jest określany jako kwaśny lub cierpki; jest celowo osiągany w procesie warzenia. Najbardziej znane gatunki kwaśnego piwa to piwa belgijskie takie jak: lambic, gueuze lub flamandzkie czerwone ale.

## Warzenie
Już dawniej można było wyróżnić różne poziomy kwaśności w piwie. Z powodu braku czystych drożdży używano kultury dzikich drożdży i bakterii.  W przeciwieństwie do nowoczesnego browaru, w którym warzenie odbywa się w sterylnych warunkach, aby chronić piwo przed wpływem dzikich drożdży, w przypadku kwaśnych piw pozwala się na udział dzikich szczepów drożdży lub bakterii. Prekursorem tego stylu są belgijscy piwowarzy, którzy umożliwiali dzikim drożdżom przenikać do piwa w sposób naturalny przez beczki lub podczas chłodzenia brzeczki,  co uważane jest za proces nieprzewidywalny, którego wiele nowoczesnych browarów unika.
Do uzyskania kwaśnego smaku wykorzystuje się bakterie z rodzajów Lactobacillus i Pediococcus oraz drożdże z rodzaju Brettanomyces. Innym sposobem jest przeprowadzenie czystej fermentacji i zakwaszenie produktu przez dodanie owoców, które wpływają też na smak piwa.
Z powodu niepewności, jaką niesie za sobą użycie dzikich drożdży, rezultat procesu warzenia kwaśnych piw jest trudny do przewidzenia. Mogą upłynąć miesiące kiedy piwo odfermentuje w odpowiedni sposób, a dojrzewanie może zająć lata.

## Browary
Warzenie kwaśnych piw jest procesem ryzykownym i wymagającym zaawansowanych umiejętności. Browary z długoletnią historią, które produkują piwa kwaśne lub lambiki, często specjalizują się także w innych stylach belgijskich. Jednym ze starszych browarów, który nadal warzy kwaśne piwa jest Rodenbach Brewery w Roeselare założony w 1836 roku. Obecnie piwa kwaśne warzy się nie tylko w Belgii, ale również w innych europejskich browarach, a także w USA.

## Style piw kwaśnych
Spośród piw kwaśnych można wyróżnić kilka stylów, które charakteryzują się różnymi właściwościami.

### American wild ale
Piwa warzone w Stanach Zjednoczonych z wykorzystaniem dzikich drożdży i szczepów bakterii określa się mianem Amerykańskiego dzikiego ale. Używane są odpowiednie kultury bakterii lub pozyskiwane są one spontanicznie. Piwo może być fermentowane w różnego typu kadziach. Amerykańskie dzikie ale nie ma specyficznych parametrów ani nie ma konkretnych wytycznych do jego warzenia. Piwo to charakteryzuje się głównie użyciem niestandardowych odmian drożdży.

### Berliner weisse
Kiedyś najpopularniejszy napój alkoholowy w Berlinie. Jest to lżejsze piwo (zawartość alkoholu ok. 3%), do produkcji którego wykorzystuje się bakterie Lactobacillus. Piwa w tym stylu są często podawane razem z syropami smakowymi dla zbalansowania cierpkiego smaku.

### Flanders red ale
Wywodzi się z XVII-wiecznych angielskich porterów. Jest ono fermentowane zwykłymi drożdżami piwowarskimi, a następnie umieszczane w dębowych beczkach i leżakowane. Zwykle dojrzałe piwo jest mieszane z piwem młodszym w celu uzyskania odpowiedniego smaku i tekstury. Piwo zawdzięcza swoją nazwę czerwonej barwie.

### Gose
Gose jest piwem górnej fermentacji wywodzącym się z miejscowości Goslar w Niemczech. Do gose dodaje się kolendrę siewną i sól, a kwaśny smak jest uzyskiwany w wyniku zaszczepienia brzeczki bakteriami typu Lactobacillales przed główną fermentacją alkoholową.

### Lambic
Lambic jest piwem fermentacji spontanicznej. Piwa w tym stylu warzy się regionie Pajottenland w Belgii. Brzeczka pozostawiana jest na noc na świeżym powietrzu podczas wiosny lub zimy, a następnie przelewana do beczek, w których dojrzewa i fermentuje. Większość lambików to blendy warek wcześniej uwarzonych takich jak Gueuze lub piwa fermentowane z owocami, jak np. Kriek i Framboise.